# Physoloba griseofasciata
Physoloba griseofasciata là một loài bướm đêm trong họ Geometridae.